# Monaco-Trossi
La Monaco-Trossi ou Trossi-Monaco est une automobile de course construite par Augusto Monaco et Carlo Felice Trossi en 1935 et destinée à disputer les Grands Prix.

## Historique
Après avoir construit avec l'aide d'Enrico Nardi la Monaco-Nardi Chichibio victorieuse en courses de côte, Augusto Monaco envisage la construction d'une monoplace éligible pour courir en Formule 750 kg (la règlementation des Grands Prix entre 1934 et 1937).
Pour réaliser cette voiture, il s'associe d'abord au pilote et ingénieur Giulio Aymini, puis, reçoit le soutien du sénateur Giovanni Agnelli, président de Fiat. Celui-ci leur offre la possibilité de se servir des usines de Fiat à Lingotto et de tester le nouveau moteur de seize cylindres en étoile deux temps. Les tests révélant de nombreux problèmes, Agnelli se retire du projet.
Augusto Monaco parvient ensuite à convaincre le comte Carlo Felice Trossi de se joindre au projet. Ce dernier met en place des installations complètes dans sa propre demeure : le château Gaglianico. Proche de Biella la demeure offre un équipement électrique complet et un pont-levis fonctionnel. Un ami de Trossi, le comte Revelli contribue au projet en dessinant la carrosserie fuselée de la voiture.
Suscitant rumeurs et spéculations, la voiture est présentée au cours d'essais publics à Monza en juillet 1935. La monoplace, construite selon des méthodes très avancées pour l'époque surprend par ses formes et fait penser à un avion sans ailes. Les essais sur le circuit la condamnent : la répartition des poids (75-25) engendre une force tendance au sous-virage et de nombreux problèmes avec le moteur sont rencontrés (la chaleur détruit les bougies). Prévue pour être engagée au Grand Prix d'Italie 1935, la voiture est retirée de la liste des participants.
Sûrement l'une des voitures de Grand Prix les plus controversés jamais construites, le choix du moteur en étoile est rare mais pas unique. En effet, le projet Gaudobaldi de 1951 expérimentait lui aussi un moteur à cylindres en étoile. La Monaco-Trossi est exposée au Museo dell'Automobile à Turin aux côtés de la Monaco-Nardi Chichibio.